# Badalona Dracs 2019
Questa voce raccoglie le informazioni riguardanti i Badalona Dracs nelle competizioni ufficiali della stagione 2019.

## Maschile

### LNFA Serie A 2019

#### Stagione regolare
| Valencia 20 gennaio 2019, ore 12:00 | Valencia Firebats | 12 – 46 referto | Badalona Dracs | Estadio Municipal Jardín del Turia |

| Badalona 3 febbraio 2019, ore 11:30 | Badalona Dracs | 54 – 0 referto | Zaragoza Hurricanes | Campo de fútbol Pomar |

| Sa Vileta-Son Rapinya 10 febbraio 2019, ore 11:30 | Mallorca Voltors | 7 – 48 referto | Badalona Dracs | Polideportivo Municipal de Son Moix |

| Badalona 24 febbraio 2019, ore 11:30 | Badalona Dracs | 49 – 26 referto | Murcia Cobras | Campo de fútbol Pomar |

| Badalona 3 marzo 2019, ore 12:15 | Badalona Dracs | 58 – 8 referto | Valencia Firebats | Campo de Fútbol Pomar |

| Saragozza 17 marzo 2019, ore 12:00 | Zaragoza Hurricanes | 0 – 60 referto | Badalona Dracs | Campo de Fútbol el Olivar |

| Badalona 24 marzo 2019, ore 12:15 | Badalona Dracs | 54 – 6 referto | Mallorca Voltors | Campo de Fútbol Pomar |

| Rivas-Vaciamadrid 6 aprile 2019, ore 16:00 | Osos de Rivas | 7 – 49 referto | Badalona Dracs | Polideportivo Cerro del Telégrafo |

#### Playoff
| 14 aprile 2019 | Badalona Dracs | 49 – 0 | Zaragoza Hurricanes |  |

| 12 maggio 2019 | Badalona Dracs | 40 – 20 | Murcia Cobras |  |

| Murcia 25 maggio 2019 | Badalona Dracs | 47 – 6 | Las Rozas Black Demons |  |

### European Club Team Competition

#### Stagione regolare
| Badalona 27 aprile 2019, ore 17:00 | Badalona Dracs | 8 – 38 (0-10 0-14 0-14 8-0) referto | Vienna Vikings | Camp Municipal de Pomar |

| Vejle 18 maggio 2019 | Triangle Razorbacks | 38 – 54 | Badalona Dracs |  |

### XXIV Copa de España

#### Fase a eliminazione diretta
| 10 novembre 2019, ore 12:30 | Badalona Dracs | 23 – 0 | Alcobendas Cavaliers |  |

| 24 novembre 2019, ore 12:00 | Badalona Dracs | 34 – 7 | L'Hospitalet Pioners |  |

| El Masnou 15 dicembre 2019, ore 13:30 | Badalona Dracs | 15 – 3 referto | Las Rozas Black Demons | Atletic Masnou Futbol |

### Statistiche di squadra
| Competizione           | %Vittorie | In casa | In casa | In casa | In casa | In casa | In casa | In trasferta | In trasferta | In trasferta | In trasferta | In trasferta | In trasferta | Totale | Totale | Totale | Totale | Totale | Totale |
| Competizione           | %Vittorie | G       | V       | N       | P       | Pf      | Ps      | G            | V            | N            | P            | Pf           | Ps           | G      | V      | N      | P      | Pf     | Ps     |
| ---------------------- | --------- | ------- | ------- | ------- | ------- | ------- | ------- | ------------ | ------------ | ------------ | ------------ | ------------ | ------------ | ------ | ------ | ------ | ------ | ------ | ------ |
| LNFA Stagione regolare | 1.000     | 4       | 4       | 0       | 0       | 215     | 40      | 4            | 4            | 0            | 0            | 203          | 26           | 8      | 8      | 0      | 0      | 418    | 66     |
| LNFA Playoff           | 1.000     | 3       | 3       | 0       | 0       | 136     | 26      | 0            | 0            | 0            | 0            | 0            | 0            | 3      | 3      | 0      | 0      | 136    | 26     |
| Coppa                  | 1.000     | 3       | 3       | 0       | 0       | 72      | 10      | 0            | 0            | 0            | 0            | 0            | 0            | 3      | 3      | 0      | 0      | 72     | 10     |
| ECTC                   | .500      | 1       | 0       | 0       | 1       | 8       | 38      | 1            | 1            | 0            | 0            | 54           | 38           | 2      | 1      | 0      | 1      | 62     | 76     |
| Totale                 | .938      | 11      | 10      | 0       | 1       | 431     | 114     | 5            | 5            | 0            | 0            | 257          | 64           | 16     | 15     | 0      | 1      | 688    | 178    |

## Femminile

### LNFA Femenina 9×9 2019

#### Stagione regolare
| Terrassa 19 gennaio 2019, ore 16:00 | L'Hospitalet Pioners | 70 – 6 referto | Badalona Dracs | Campo de Fútbol de Can Boada |

| Valencia 26 gennaio 2019, ore 11:30 | Valencia Firebats | 70 – 0 referto | Badalona Dracs | Estadio Municipal Jardín del Turia |

| Badalona 17 febbraio 2019, ore 11:30 | Badalona Dracs | 8 – 44 referto | Barcelona Búfals | Camp de Futbol Pomar |

| Badalona 3 marzo 2019, ore 16:15 | Badalona Dracs | 0 – 46 referto | Barberá Rookies | Campo de Fútbol Pomar |

| Santa Coloma de Gramenet 17 marzo 2019, ore 11:30 | Badalona Dracs | 8 – 44 referto | L'Hospitalet Pioners | Campo de Fútbol Badalona Sud |

| Badalona 30 marzo 2019, ore 12:15 | Badalona Dracs | 6 – 62 referto | Valencia Firebats | Campo de Fútbol Pomar |

| Santa Coloma de Gramenet 14 aprile 2019, ore 11:30 | Barcelona Búfals | 40 – 6 referto | Badalona Dracs | Campo de Fútbol Badalona Sud |

| Barberà del Vallès 11 maggio 2019, ore 16:00 | Barberá Rookies | 42 – 0 referto | Badalona Dracs | Instal·lacions de Can Llobet |

### Statistiche di squadra
| Competizione             | %Vittorie | In casa | In casa | In casa | In casa | In casa | In casa | In trasferta | In trasferta | In trasferta | In trasferta | In trasferta | In trasferta | Totale | Totale | Totale | Totale | Totale | Totale |
| Competizione             | %Vittorie | G       | V       | N       | P       | Pf      | Ps      | G            | V            | N            | P            | Pf           | Ps           | G      | V      | N      | P      | Pf     | Ps     |
| ------------------------ | --------- | ------- | ------- | ------- | ------- | ------- | ------- | ------------ | ------------ | ------------ | ------------ | ------------ | ------------ | ------ | ------ | ------ | ------ | ------ | ------ |
| LNFAF9 Stagione regolare | .000      | 4       | 0       | 0       | 4       | 22      | 196     | 4            | 0            | 0            | 4            | 12           | 222          | 8      | 0      | 0      | 8      | 34     | 418    |
| Totale                   | .000      | 4       | 0       | 0       | 4       | 22      | 196     | 4            | 0            | 0            | 4            | 12           | 222          | 8      | 0      | 0      | 8      | 34     | 418    |